# Heinrich X. (Reuß-Ebersdorf)
Heinrich X., Graf Reuß jüngere Linie, Graf und Herr zu Plauen, Herr zu Greiz, Kranichfeld, Gera, Schleiz, Lobenstein und Ebersdorf (* 29. November 1662 in Lobenstein; † 10. Juni 1711 in Ebersdorf), seit 1678 zu Ebersdorf, ist Stifter der Linie Reuß-Ebersdorf und Urururgroßvater  Königin Victorias von Großbritannien.

## Leben
Heinrich war der jüngste Sohn Heinrichs X. (1621–1671), Herr zu Lobenstein, Hirschberg und Ebersdorf (selbst der jüngste Sohn des Heinrich II. Posthumus) und dessen Frau Marie Sibylle Reuß zu Obergreiz. Nach dem Tod des Vaters 1671 wurde sein Vetter Heinrich I. Reuß zu Schleiz (1639–1692) sein Vormund. Heinrich X. wurde 1673 mit dem ganzen Geschlecht in den Reichsgrafenstand erhoben. Nach der Teilung des Landes 1678 erhielt er als Jüngster den 112,5 km² kleinen Landesteil um das Dorf Ebersdorf als Grafschaft. 1682 kaufte ihm sein Vormund das Rittergut in Ebersdorf als möglichen Residenzstandort. Als Heinrich X. 1683 die Regierung antrat, bedurfte er keiner besonderen Residenz, da er erst einmal am Großen Türkenkrieg teilnahm. Als kaiserlicher Volontär war er 1686 an der Erstürmung von Ofen beteiligt. 1688 wurde er bei der Belagerung von Negroponte verwundet.
Ab etwa 1690 warb Heinrich X. um die pietistisch erzogene Erdmuthe Benigna zu Solms-Laubach, die er am 29. November 1694 in Laubach heiratete. 1690 ließ er die alte Wasserburg des Rittergutes abreißen und ab 1692 nach den Plänen des Mühltroffer Baumeisters Reinel ein außerlich schmuckloses Barockschloss, das auch von einem Wassergraben umgeben war, errichten.
Der Bau kostete über 3.700 Gulden. Die vorgesehenen Kosten waren weit überschritten. Von 1709 bis 1711 veranlasste Heinrich X. größere Erweiterungen der Anlage. Es entstand ein nördlicher Wirtschaftsflügel für das Hofpersonal und ein südlicher Amts- und Wohnflügel.
Der Schlosspark wurde ab dem Jahr 1710 vor der Südwestseite des Schlosses als Barockgarten angelegt.
Nach seinem Tod 1711 verstärkte seine Witwe ihren streng pietistisch geprägten Einfluss auf das Leben am Ebersdorfer Hof. Alle lauten Vergnügungen wurden untersagt und der bisherige Festsaal wurde zum Kirchensaal für die neu gegründete pietistische Hofgemeinde umfunktioniert. Heinrich X. erlebte nicht mehr, wie sein noch minderjähriger Nachfolger Heinrich XXIX. unter Vormundschaft der Mutter und des Grafen Heinrich XXIV. von Reuß-Schleiz zu Köstritz im Sinne des Hallischen Pietismus von August Hermann Francke erzogen wurde. Ebenfalls entging Heinrich X., dass 20 Jahre nach seinem Tod Ebersdorf zu einem Zentrum des Pietismus in Thüringen geworden war, in dem Hallischer Pietismus und Herrnhuter Brüdergemeine, die durch die familiäre Verbindung mit dem Grafen Nikolaus Ludwig von Zinzendorf nach Ebersdorf kam, um die religiöse Vorherrschaft in der Residenz rangen.

## Nachkommen
Graf Heinrich X. hatte die folgenden Kinder:
- Benigna Marie (1695–1751)
- Friederike Wilhelmine (1696–1698)
- Charlotte Luise (*/† 1698)
- Heinrich XXIX. (1699–1747), Graf Reuß zu Ebersdorf; ⚭ (1721) Gräfin Sophie Theodora zu Castell-Remlingen (1703–1777)
- Erdmuthe Dorothea (1700–1756); ⚭ (1722) Graf Nikolaus Ludwig von Zinzendorf (1700–1760)
- Henriette Bibiane (1702–1745); ⚭ (1741) Freiherr Georg Adolf Marschall von Bieberstein
- Sophie Albertine Dorothea (1703–1708)
- Ernestine Eleonore (1706–1766)